# Îles Salomon aux Jeux du Commonwealth
Les Îles Salomon participent aux Jeux du Commonwealth depuis les Jeux de 1982, les premiers depuis l'indépendance du pays (en 1978). Les Îles Salomon boycottent les Jeux de 1986, mais ont participé à tous les Jeux depuis cette date. Se concentrant sur les épreuves de boxe, d'haltérophilie, d'athlétisme et (dans une moindre mesure) de lutte, les Salomonais ont remporté leur première médaille en 2018 avec l'haltérophile Jenly Tegu Wini.

## Médaillés
| Nom             | Jeux | Médaille           | Discipline    | Épreuves      | Résultat                             |
| --------------- | ---- | ------------------ | ------------- | ------------- | ------------------------------------ |
| Jenly Tegu Wini | 2018 | Médaille de bronze | Haltérophilie | -58 kg Femmes | 84 kg (arraché) 105 kg (épaulé-jeté) |